# AMI (非政府組織)
AMI（アミ、Animation, Manga, Interactive-game）は、表現の自由を擁護する観点より、法律による創作表現規制に反対する活動を行ってきた日本の非政府組織。2001年11月、任意団体として連絡網AMIが発足。2002年11月、組織を再編してNGO-AMIと改称した。2012年6月27日に解散。代表は当初は八的暁で、のちの2004年に兼光ダニエル真に交代した。

## 設立経緯

### 前史
表現の自由を擁護する観点から創作表現の分野で活動していた団体として、有害コミック騒動を受けて1991年（平成3年）に創立された「『有害コミック』問題を考える会」が存在した。この団体は部会制をとっており「マンガ部会」「フェミニズム分科会」「子どもの人権部会」「表現と差別部会」など多くの部会に分かれていた。一年ほどで全体の代表とマンガ部会を残して、他の部会はすべて自然消滅したため、同会の活動は「『有害コミック』問題を考える会・マンガ部会」という長い名称で継続されることになった。
1999年（平成11年）、『有害コミック』問題を考える会の総会において、マンガ部会しか存在しないのにいつまでも「『有害コミック』問題を考える会・マンガ部会」と名乗ることの不自然さから「マンガ防衛同盟」に改称した。1999年（平成11年）、この年成立した児童買春、児童ポルノに係る行為等の処罰及び児童の保護等に関する法律（児童買春・児童ポルノ禁止法）の審議に際して「実在する児童の人権保護」という法案の趣旨から離れ「18歳未満に見える架空のキャラクターに対する性表現」をも禁止すべきであるとの主張が為され、国会に議員立法で提出された連立与党案（「自社さ案」）がその主張に引きずられたものであったため、マンガ防衛同盟やECPATジャパン関西などが修正を求めた結果、法案は修正された。
2001年（平成13年）6月、マンガ防衛同盟の「発展的解消」が宣言された。この理由について代表の西形公一はプライベートな家庭事情のほか、萌えに興味を失ったこと、「有害社会環境を問いただす青年会議」でより幅広いテーマを取り上げるためだったと述べている。西形によれば、マンガ防衛同盟のメンバーらのその後は、民社系（中道右派）、民主系（枝野幸男支持者）、社民系（保坂展人支持者）、民族派運動（ネット右翼）などの政治運動に参加した者、同人サークルを始めた者、政治活動から手を引いた者、連絡網AMIに参加した者など様々であったという。
解散した旧「マンガ防衛同盟」は、別の団体「有害社会環境を問いただす青年会議」に吸収されたとも言える。同会議は、これより先2000年の秋より活動を開始していた。同会議に参加した主なメンバーは、代表の西形公一に加え、ジャーナリストの長岡義幸、ライターの松沢呉一、漫画家の山本夜羽音、セックスワーカー問題に取り組んでいた要友紀子などであった。同会議は青少年有害社会環境対策基本法案への反対運動などの活動を展開したが、程なくして解散した。この理由についてジャーナリストの長岡義幸は「上意下達的なヒエラルキーが組織に持ち込まれたため瓦解した」と述べている。

### 連絡網AMI
2001年（平成13年）11月、山本夜羽音と要友紀子の尽力により、旧「マンガ防衛同盟」や旧「有害社会環境を問いただす青年会議」の参加者や漫画家らによって「連絡網AMI」（任意団体）が結成された。先述の2名以外の主な参加者は、代表となった漫画家の八的暁を始め、同じく漫画家のあざみ野圭二、鎌やん（鎌倉圭悟）、砂、評論家の伊藤剛、弁護士の山口貴士などであった。

## 主な活動と歴史
漫画やアニメなどに対する表現規制政策に反対する活動を行ってきた。その主な内容はイベントの開催や署名活動、議員へのロビー活動などである。
2001年（平成13年）2月、AMIは横浜市で開催された第2回・子どもの性的商業的搾取に反対する世界会議へ参加し、ECPATジャパン関西ユースと共同でワークショップ「漫画はCSEC（子どもの性的商業的搾取）ではない」を開催。
2001年12月14日、衆議院第二議員会館で、「子どもの商業的性的搾取に反対する世界会議内ワークショップに関するプレス説明会」開催。同月18日エルパイネ（横浜市老松会館）にて「児童虐待と表現規制に反対する集い」を開催する。
2002年（平成14年）、この年から始まった児童ポルノ禁止法の改正論議に際し、「児童保護に名を借りた創作物の規制に反対する市民有志」が主催する署名活動『児童保護に名を借りた創作物の規制反対に関する請願署名』に参加して中心的役割を担う。同署名は単純所持規制および、マンガなどの創作物の規制への反対を訴えたもので、他に「ジポネット」、「JSS」などの規制反対団体が参加した。同署名は2003年2月末まで続けられ、
第156回国会に請願とともに提出された。
同年、政府与党が個人情報保護法・人権擁護法・青少年有害社会環境対策基本法（青環法）のいわゆる「メディア規制三法」成立に意欲を見せたため、AMIでは特に他の2法に比べてマスメディアでの扱いが小さかった青環法への反対活動を展開。
2002年6月30日、朝日新聞2002年5月11日夕刊の「子どもの売買、子ども売買春および子どもポルノグラフィーに関する子どもの権利条約の選択議定書」への日本政府署名を報じた記事において、同選択議定書がアニメ・漫画などの架空の創作物の児童ポルノを禁止する内容であると報道された。これに対し、同議定書は創作物は規制対象としていないという内容の抗議文を朝日新聞社東京本社に送付した。同記事は同年7月13日に訂正された。
2002年11月、「NGO-AMI」と改称。
2003年（平成15年）12月28–30日に、東京都の青少年保護育成条例改正に際して不健全図書の個別指定を廃止し、包括指定を導入する案に反対し、署名活動を行った。
2004年（平成16年）2月9日、東京都青少年健全育成条例改定に反対する署名を、東京都議会へ提出した。
2004年10月6日、それまでの代表・八的暁に代わり、兼光ダニエル真が代表に就任。
2005年（平成17年）、日刊スポーツ（大坂版）に奈良小1女児殺害事件を元に「萌え」への批判記事を書いた、ジャーナリストの大谷昭宏に対して、公開質問状を提出した。
2005年6月23日、東京都議会議員選挙に際し、各党候補者に表現規制についての是非を問うアンケート調査を行った
。
2005年9月10日、第44回衆議院議員総選挙に際し、各党候補者に表現規制についての是非を問うアンケート調査を行った。
2007年（平成19年）7月20日、第21回参議院議員通常選挙に際して、各党候補者に表現規制についての是非を問うアンケート調査を行った。
2009年（平成21年）11月19日、民主党所属の都議会議員（以下「都議」と表記）である西沢圭太、淺野克彦両名の立ち会いの下、コンテンツ文化研究会と共同で東京都青少年・治安対策本部青少年課に対し、東京都青少年健全育成条例改正に際して過剰な規制を行わないよう要望書を提出した。
以後、ながらく活動停止状態となっていたが、2012年（平成24年）6月27日に正式に解散した。

## 批判
団体名として「Animation・Manga・Interactive‐game」を名乗っているにもかかわらず、成人向け漫画家が構成員の中心であるためか、コンピュータゲームの表現に関する擁護活動には余り力を入れていないとの批判があった。
2005年（平成17年）から2006年（平成18年）にかけて政府や地方自治体などで、グランド・セフト・オートシリーズを始めとしたゲーム規制が活発になった際も、ゲーム業界がこれら表現規制の動きに特に反論しない「受け身」の姿勢を続けたため、AMIに対してもっとこの業界と積極的に連携をとるべきだとの要望が何度もされたが、全く反映されなかった。この背景には、AMI内部にゲーム業界に精通した者が存在しなかったことや、ゲーム業界側も外部団体に対して排他的な姿勢を見せていたことが影響したと考えられる。

## 終焉と継承団体
2009年の活動を最後に長らく活動停止状態となっていた。この様な状況に陥った原因について、AMIの元理事であった鎌やんは、基本的に活動がボランティアによって支えられているため、慢性的な人手不足や人材の疲弊などによって状況に対応できなくなってしまった、との見解を示している。また、AMIでロビイングを担当したムラクモは『マンガ論争』Vol.9に寄稿した回想記で、AMIがボランティア活動として始まったために、団体の活動量が増大しメンバーの金銭的・労力的負担が増えても、満足に手当てができず、メンバーは活動のために仕事をする時間まで削られ、生活苦に追いやられてしまい、その結果、最盛期には40人前後いたメンバーが、末期には10人未満に減少した、と述べている。そうなった理由として、当時は出版業界や同人誌業界、漫画家などが表現規制問題に対して当事者意識を持っておらず、表現規制問題での政治的対応を、AMIが過剰に背負わされていた状況があったと指摘している。
2012年6月25日に同団体ウェブサイトのトップページで、2012年中の解散が正式に宣言された。現在その活動は「コンテンツ文化研究会」や「NPO『うぐいすリボン』」、「エンターテイメント表現の自由の会」に継承されている。